# Tranquillo Barnetta
Tranquillo Barnetta (St. Gallen, 1985. május 22. –) svájci labdarúgó, a Philadelphia Union csapatában szerepel.

## Pályafutása
Karrierjét a svájci FC St. Gallen együttesében kezdte 2002-ben. A gólerős középpályás 2004-től a Bayer 04 Leverkusen játékosa, ahonnan egy rövid időre kölcsönbe adták a Hannover 96-hoz.
2012. július 2-án hároméves szerződést kötött a rivális FC Schalke 04 csapatával.

## Válogatott
A felnőtt válogatottban 2004-ben mutatkozott be. Az elmúlt években tagja volt a válogatott keretnek valamennyi Európa- és világbajnokságon: a 2004-es labdarúgó-Európa-bajnokságon, a 2006-os labdarúgó-világbajnokságon, a 2008-as labdarúgó-Európa-bajnokságon rendezőként induló valamint a 2010-es labdarúgó-világbajnokságra kijutó svájci válogatottnak is.
A 2006-os labdarúgó-világbajnokság csoportküzdelmei során betalált a Togói labdarúgó-válogatott elleni mérkőzésen.
| #   | Dátum               | Helyszín | Ellenfél         | Gólarány | Eredmény  | Rendezvény                                     |
| --- | ------------------- | -------- | ---------------- | -------- | --------- | ---------------------------------------------- |
| 1.  | 2006. március 1.    | Glasgow  | Skócia           | 3–1      | Győzelem  | Barátságos                                     |
| 2.  | 2006. május 27.     | Bázel    | Elefántcsontpart | 1–1      | Döntetlen | Barátságos                                     |
| 3.  | 2006. június 19.    | Dortmund | Togo             | 2–0      | Győzelem  | 2006-os labdarúgó-világbajnokság               |
| 4.  | 2007. augusztus 22. | Genf     | Hollandia        | 2–1      | Győzelem  | Barátságos                                     |
| 5.  | 2007. augusztus 22. | Genf     | Hollandia        | 2–1      | Győzelem  | Barátságos                                     |
| 6.  | 2007. szeptember 7. | Bécs     | Chile            | 2–1      | Győzelem  | Barátságos                                     |
| 7.  | 2011. június 4.     | London   | Anglia           | 2–2      | Döntetlen | 2012-es labdarúgó Európa-bajnokság (selejtező) |
| 8.  | 2011. június 4.     | London   | Anglia           | 2–2      | Döntetlen | 2012-es labdarúgó Európa-bajnokság (selejtező) |
| 9.  | 2012. augusztus 15. | Split    | Horvátország     | 4–2      | Győzelem  | Barátságos                                     |
| 10. | 2012. október 16.   | Split    | Izland           | 2–0      | Győzelem  | 2014-es labdarúgó-világbajnokság (selejtező)   |